# Saint-Vincent-le-Paluel
Saint-Vincent-le-Paluel (okzitanisch: Sent Vincenç de Paluèl) ist eine französische Gemeinde mit 293 Einwohnern (Stand: 1. Januar 2022), gelegen im Département Dordogne in der Region Nouvelle-Aquitaine. Die Gemeinde liegt im Arrondissement Sarlat-la-Canéda und zum Kanton Sarlat-la-Canéda. 

## Geographie
Saint-Vincent-le-Paluel liegt in der Landschaft Périgord Noir, etwa 60 Kilometer südöstlich von Périgueux. Im Osten des Gemeindegebietes verläuft das Flüsschen Enéa. Umgeben wird Saint-Vincent-le-Paluel von den Nachbargemeinden Sainte-Nathalène im Norden, Prats-de-Carlux im Osten, Calviac-en-Périgord im Südosten, Carsac-Aillac im Süden sowie Sarlat-la-Canéda im Westen.

## Einwohnerentwicklung
| Jahr                      | 1962 | 1968 | 1975 | 1982 | 1990 | 1999 | 2006 | 2013 |
| Einwohner                 | 123  | 114  | 109  | 121  | 151  | 207  | 246  | 269  |
| Quelle: Cassini und INSEE |      |      |      |      |      |      |      |      |

## Sehenswürdigkeiten
- Kirche Saint-Vincent aus dem 12. Jahrhundert, seit 1946 Monument historique
- Schloss Paluel aus dem 15. Jahrhundert, Monument historique seit 1927
- Herrenhaus Saint-Vincent aus dem 15. Jahrhundert

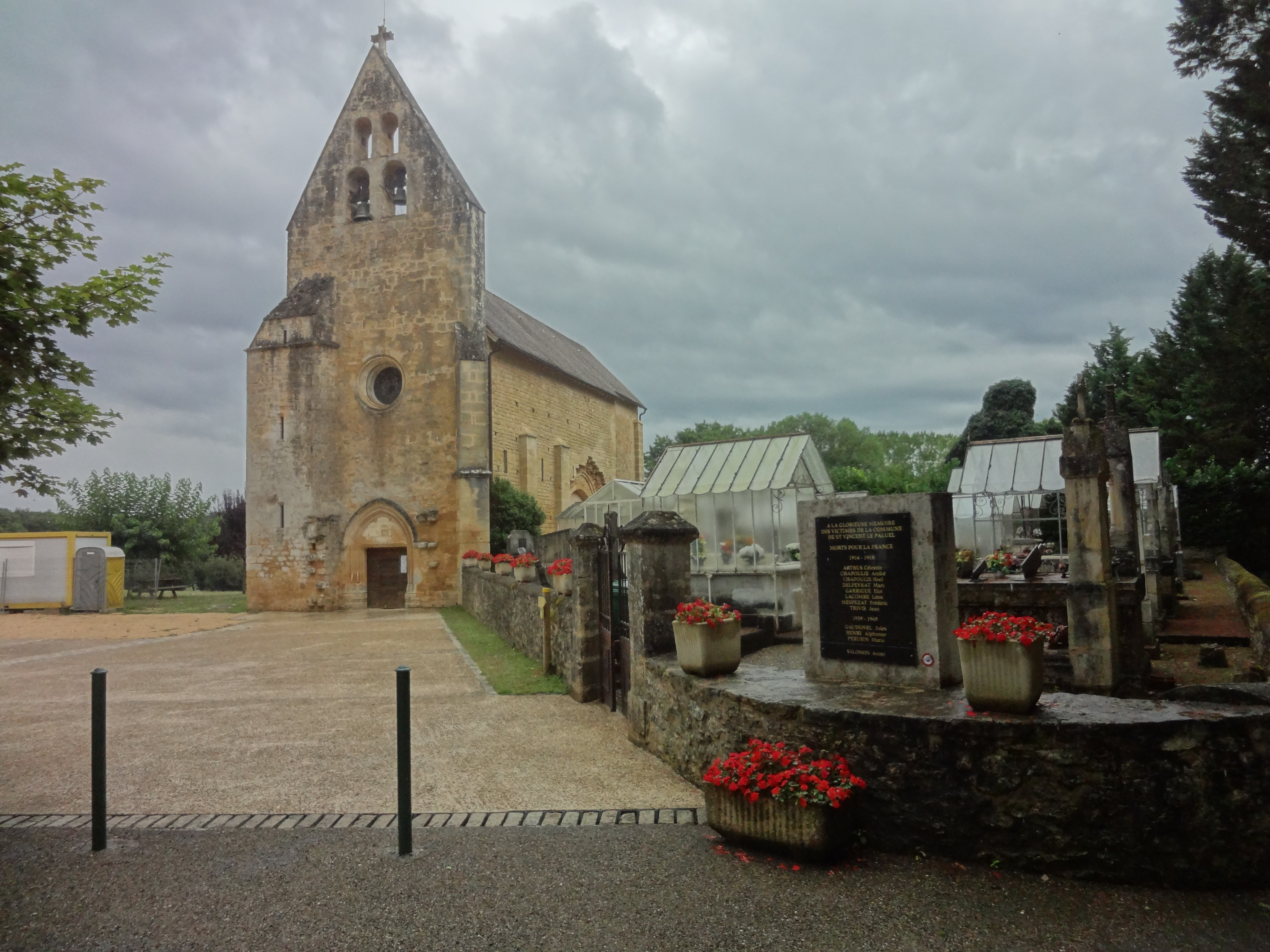
Kirche Saint-Vincent
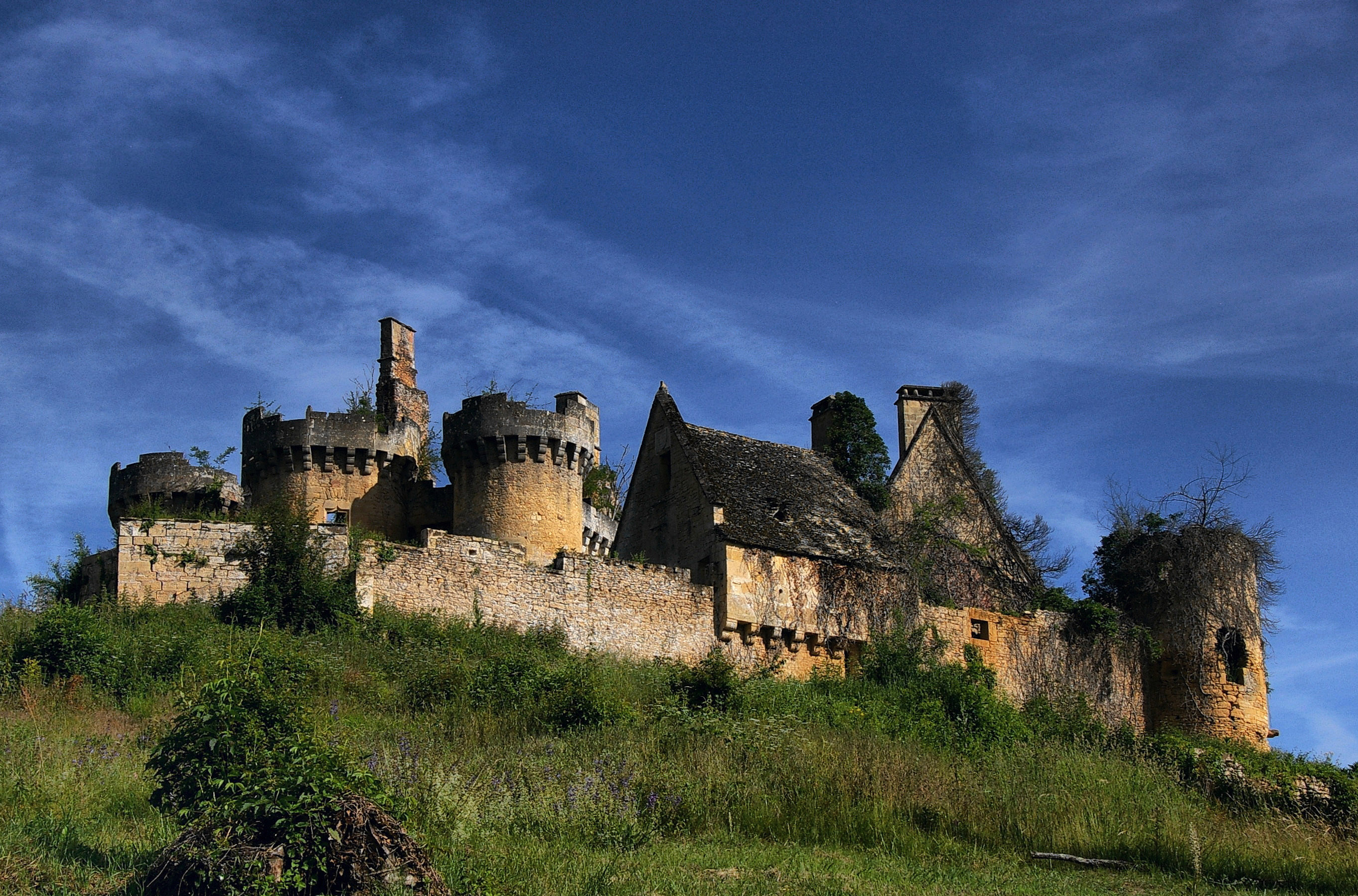
Schloss Paluel